# 罗厚福

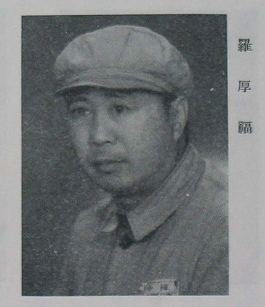

罗厚福（1909年—1975年），湖北红安人，中国人民解放军将领，中国人民解放军开国少将。
1929年参加本地赤卫队。1930年参加中国工农红军，同年加入中国共产党，历任鄂东北道委第三路游击师连长，特务营政治委员，红二十八军营政治委员，中共河南光山县区委书记、县委书记，鄂东北道委第三路游击师师长。抗日战争时期，任中共黄安县区委书记，新四军第六游击大队大队长，豫鄂挺进纵队第一团团长，新四军第五师十四旅旅长，特务旅旅长，鄂豫皖湘赣军区第一军分区司令员，第五军分区副司令员。第二次国共内战时期，任江汉军区副司令员，鄂西北军区副司令员，中原军区独立旅副旅长，湖北军区孝感军分区司令员。中华人民共和国成立后，历任湖北军区副参谋长，军区干部部部长，湖北省军区政治部副主任等职。1961年，晋升中国人民解放军少将军衔。1957年获一级八一勋章、一级独立自由勋章、一级解放勋章。